# 군사경찰 (대한민국)
대한민국의 군사경찰(軍事警察, Military Police또는MP)은 대한민국 국군의 군사경찰 기관이다. 1953년부터 1960년까지 최고위지휘부인 헌병총사령부에 의해 운영되기도 하였고, 현재 각 군사경찰부대는 육군, 해군, 공군본부와 해병대사령부에서 별도로 운영되고 있다.

## 임무와 기능
1. 군사경찰 종합발전계획 수립 및 추진
2. 군사경찰 업무수행 관련 법규, 제도, 정책 발전
3. 군사경찰 전투발전 및 군사경찰부대 무기, 전력지원체계, 부대구조발전 소요제안
4. 군사경찰사업 예산편성 및 획득 집행평가
5. 군기강 확립 및 군 교정업무 지도와 감독
6. 사고, 범죄경향 분석 및 대책수립과 군사경찰부대 안전활동 조정과 통제 및 지원
7. 군인 및 군 관련 주요사건 사고 수사업무 지도와 사고 그리고 범죄통계 유지 및 제공.단 수사가 군인이라고 할지라도 입대전 범죄와 군인 성범죄 군인사망사건 한정으로 민간에서 수사를 담당하고 민간법원에서 기소한다
8. 육군 중앙수사단 업무 조정과 통제
9. 포로경비사령부 업무조정 및 통제(전시)

### 군사경찰실
1. 군사경찰 교육훈련 및 교리발전
2. 보안, 예산 업무, 예비역 유대강화 등

#### 수사정책과
1. 수사 상황관리, 수사활동 조정 및 통제
2. 수사 규정, 지침 정비, 수사인력 관리
3. 민원업무처리, 군무이탈 업무 등

#### 예방정보과
1. 범죄예방 및 안전활동 계획수립 및 시행
2. 육군 안전훈련센터 운영
3. 범죄통계분석 및 자료 제공, 수사정보종합관시스템 관리

## 역사
- 1947. 03. 15 군감대 설치

과거 군사경찰의 모습

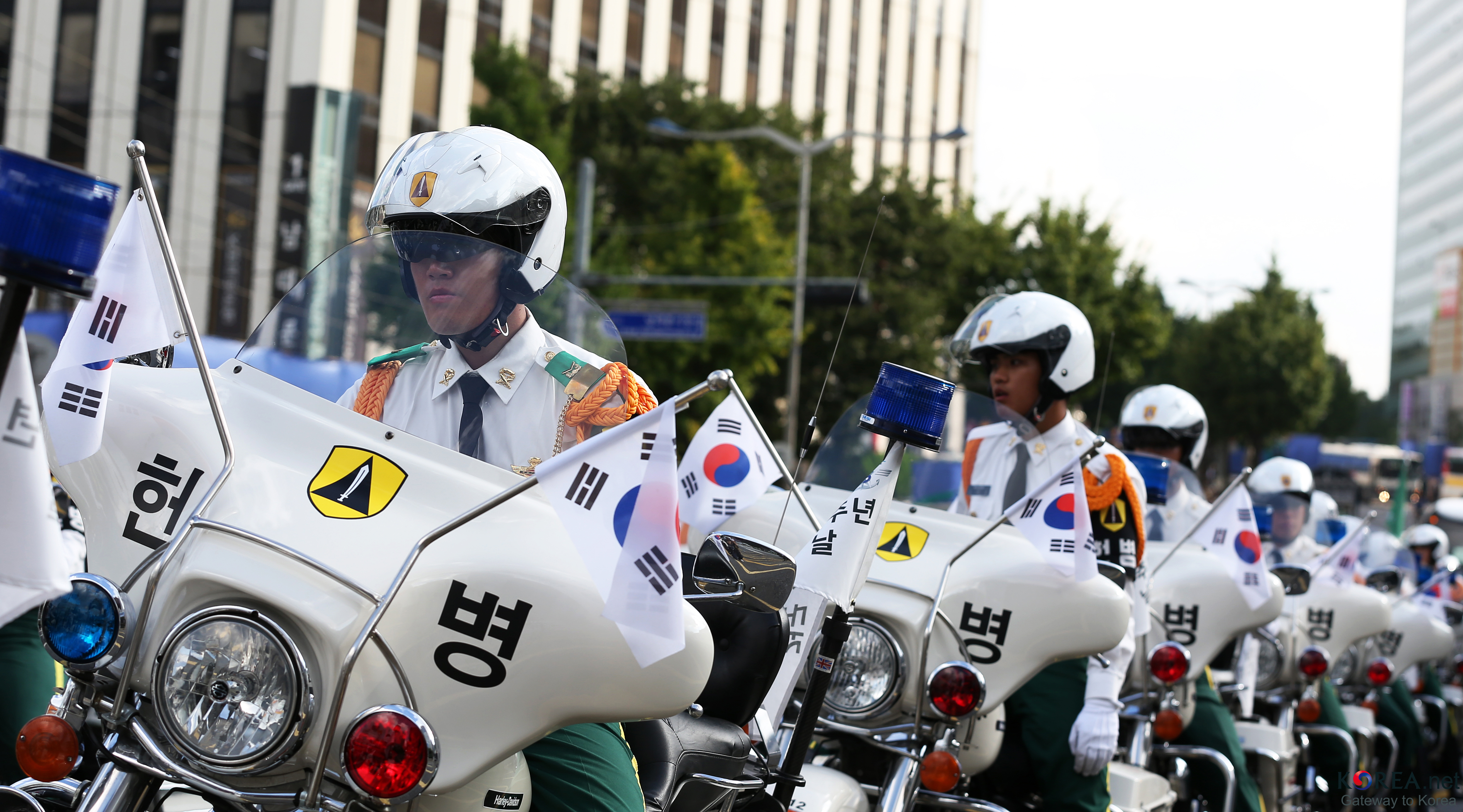
건군 제 65주년 국군의 날 행사에 참여한 군사경찰대원

해군 군사경찰

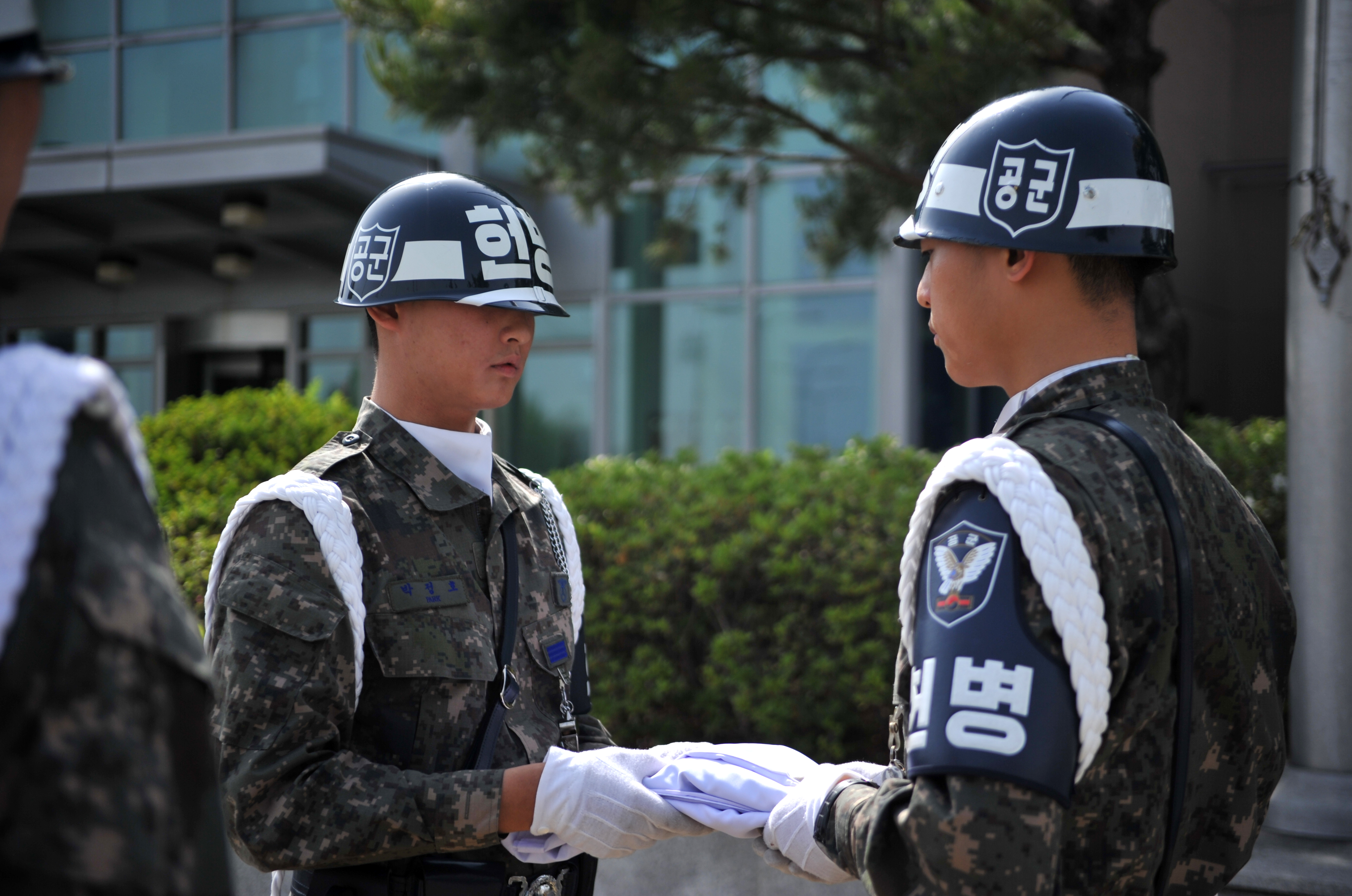
공군 군사경찰

- 1948. 03. 11 군기사령부(조선경비대)창설 (헌병의 날로 재정)
- 1948.12.07 국방부직제에 의거 해군본부 헌병감실과 육군본부헌병감실이 각각 창설되었다.[1]
- 1948. 12. 15 병과 명칭 변경 : 헌병
- 1949. 01. 16 헌병학교 창설(서울 용산)
- 1949. 03. 01 육군본부 헌병감실 개편
- 1949. 06. 20 헌병사령부 개편
- 1950. 08. 08 100포로수용소 창설
- 1953. 03. 24 헌병 총사령부 창설(육, 해 ,공군 합동)
- 1953. 06. 18 반공 애국포로 석방
- 1953. 08. 12 고정 범죄연구소 창설(대구)
- 1955. 04. 16 육군본부 헌병감실 개편
- 1960. 10. 10 헌병 총사령부 해체(국방부조사대 창설)
- 1961. 05. 16 계엄사령부 헌병지원
- 1968. 10. 15 헌병학교 종합행정학교에 통합
- 1969. 12. 20 싸이카 기동대 창설
- 1977. 12. 15 육군헌병대, 특별경호대 창설 창설
- 1979 공군본부 헌병감 직부 설치[2]
- 1980. 09. 29 여군 헌병 창설
- 1985. 10 .22 육군교도소 장호원 이전, 헌병 역사관 개관
- 1989. 07. 01 육군본부 헌병감실 이전(서울 용산 - 계룡대)
- 1990. 12 .31 국방부 합동조사단 개편
- 1995. 03. 01 감실조직 개편(범수단 해체 - 감실 범죄수사실로 편성)
- 1998. 12. 01 감실조직 개편(범죄수사실 - 중앙수사단으로 창설)
- 2000. 04. 01 성범죄 상담/ 신고센터 운영(장교1, 부사관1)
- 2001. 02. 21 성범죄 상담/ 신고센터 운영(장교1, 부사관1)
- 2003. 10. 26 감실, 중앙수사단 이전(1분청 - 구 여군대대)
- 2005. 01. 01 감실조직 개편(수사과-수사지도과, 방범과-방범작전과)
- 2005. 02. 01 항공작전사령부 헌병대 해체
- 2006. 02. 02 국방부 조사본부 창설
- 2006. 04. 01 육군수사단 창설(육군인사사령부 내 헌병운영처 신설)
- 2007. 04. 01 육군 안전훈련센터 개관
- 2008. 03. 01 육군 과학수사센터 창설
- 2013. 01. 01 육군본부 헌병실 신편, 육군수사단을 육군중앙수사단으로 개편

### 병과명칭 변경
2020년 2월 5일에 헌병 명칭이 군사경찰로 바뀌었다. 군사경찰로 바꾸기 전에도 헌병 명칭에 관하여 "1907년 대한제국의 군대가 해산되었을때 헌병 또한 폐지되었고, 1949년 7월에 공포한 헌병령에서 벗어나 일본 헌병이 아닌 미국 군사경찰대를 모델해야 한다"는 지적이 있었다
2021년 공군 부사관 성추행 피해 사망 사건을 계기로 각 군의 군사경찰대에서 수사 기능을 완전히 분리하여 각 군의 참모총장 직속 수사단으로 통합할 계획을 세웠다. 장성급 지휘관이 가진 군사경찰에 대한 지휘권한을 악용하여 은폐하는 짓을 막고, 불신을 없애고 전문성과 독립성을 확보를 위해 군사경찰의 작전권과 수사권을 분리할 필요성을 알았다.
모든 수사대와 검찰대가 분리되어 각 군 본부의 수사단, 검찰단으로 통합된다. 그 예하에 수사단은 육군은 7개, 해군과 공군은 5개 광역수사대를 편성하고, 검찰단은 북, 중, 남부 검찰부로 나뉜다. 예정대로 2022년 1월 1일에 모든 부대의 수사 및 검찰부대가 군 본부의 수사단과 검찰단으로 병합 및 재편성되었다.

### 군탈체포조 병사 조직 폐지
탈영병, 탈영 군 간부를 체포하는 군사경찰부대다. 영어로는 DP(Deserter Pursuit)라고 한다. 군사법원법 개정안이 국회에서 통과됨에 따라 국방부조사본부는 2022년 7월 1일부터, 육군은 2022년 8월 1일부터 DP 병사 보직이 폐지되었다.

## 육군

### 병과 표지

군사경찰 병과표지

칼 : 전투기능상징
권총 : 전투지원기능 상징
별 : 육군 상징
돋보기/DNA : 과학수사 상징

### 군사경찰 휘장
독수리 : 용맹성, 정의 구현
병과표지 : 병과의 모든 기능
칼 : 사전, 부조리 척결, 질서유지
병과표지를 둘러싼 원 : 굳건한 단결

군사경찰 병과휘장

무궁화와 무궁화 잎 : 민족의 유구한 역사와 무궁한 발전

## 군사경찰훈
군사경찰훈은 "군사경찰 병과원으로서 어떠한 사고를 가지고 어떻게 행동하여야 하는가"를 제시해주는 병과 전 장병이 지향해야할 정신적 지표이다.
명예
군사경찰은 군인임과 동시에 군법 집행자로써 그 존엄성과 긍지를 자각하고 군과 국민으로부터 신뢰받고 자랑스러운 자세로 국가에 충성을 다하여 법에 따라 공정하게 직무를 수행하여한다.
솔선
군사경찰은 의표병과로서 법규 준수 및 내, 외적 군기강의 표상으로 항상 모범이 되어야 하며 어떠한 어려운 여건에서도 굳은 의지와 집념을 가지고 행동으로 실천하여야 한다.
봉사
군사경찰은 군기 및 법질서 유지, 군 전투력 보존을 위한 핵심 조직으로서 국가와 국민, 군을 위해 몸과 마음을 다하여 헌신하여야 한다.

## 군사경찰신조
군사경찰신조는 군사경찰 병과원으로서 수행해야 할 정신적 지표이다. 우리는 자랑스럽고 영원한 군사경찰의 빛나는 전통을 위하여

1. 하나, 우리 군사경찰은 명예를 존중하고 불의를 배격한다.
2. 둘, 우리 군사경찰은 솔선하여 맡은 바 책임을 완수한다.
3. 셋, 우리 군사경찰은 군의 봉사자로 장병의 권익을 보호한다.
4. 넷우리 군사경찰은 친절한 자세로 대민봉사에 앞장선다.

## 군사경찰행동강령
군사경찰행동강령은 군사경찰훈을 실천하고 군사경찰의 임무를 완수하기 위한 행동 지표이다.

나는 명예로운 군사경찰로서 군기 및 법질서를 유지하고 군전투력 보존에 기여하기 위하여 다음과 같이 실천 한다.
1. 하나, 나는 법과 규정에 의한 활동으로 신뢰받는 군사경찰이 되겠다.
2. 둘, 나는 최선을 다한 안전활동으로 군 전투력 보존에 기여하겠다.
3. 셋, 나는 직위를 이용한 어떠한 형태의 부당행위도 하지 않겠다.
4. 넷, 나는 최고의 전문가가 되기 위해 끊임없이 노력하겠다.

군사경찰이 병과원으로서 지향해야할 최고의 가치관 이라면 군사경찰신조 및 행동강령은 군사경찰훈을 실천하고 임무를 완수하기 위한 행동지표로써 상호 연계되어 있으며 지향점은 동일 하다.

### 역대 지휘관
| 군기사령관 (1948 ~1949)   |       |                |                  |                  |                                |
|                           | 계 급 | 성 명          | 취임             | 이임             | 비고                           |
| 1대                       | 소령  | 최석(崔錫)     | 1948년 3월 11일  | 1948년 11월 25일 | 초대 군기사령관                |
| 2대                       | 대령  | 신상철(申尙澈) | 1948년 11월 25일 | 1949년 1월 5일   | 군기사령관                     |
| 헌병사령관 (1949 ~1955)   |       |                |                  |                  |                                |
| 3대                       | 대령  | 장 홍          | 1949년 1월 5일   | 1949년 6월 27일  | 헌병사령관                     |
| 4대                       | 대령  | 전봉덕(田鳳德) | 1949년 6월 27일  | 1949년 11월 27일 | 헌병사령관                     |
| 5대                       | 대령  | 최영희(崔榮喜) | 1949년 11월 27일 | 1950년 4월 18일  | 헌병사령관                     |
| 6대                       | 대령  | 송요찬(宋堯讚) | 1950년 4월 18일  | 1950년 9월 1일   | 헌병사령관                     |
| 7대                       | 준장  | 장창국(張昌國) | 1950년 9월 1일   | 1951년 1월 14일* | 헌병사령관                     |
| 8대                       | 준장  | 최경록(崔慶祿) | 1951년 1월 14일  | 1952년 1월 20일  | 헌병사령관                     |
| 9대                       | 대령  | 심언봉(沈彦俸) | 1952년 1월 20일  | 1952년 9월 10일  | 헌병사령관                     |
| 10대                      | 소장  | 석주암(石主岩) | 1952년 9월 10일  | 1953년 8월 18일  | 헌병사령관                     |
| 11대                      | 준장  | 임충식(任忠植) | 1953년 8월 18일  | 1953년 12월 7일  | 헌병사령관                     |
| 12대                      | 준장  | 송효순(宋孝淳) | 1953년 12월 7일  | 1954년 5월 31일  | 헌병사령관                     |
| 13대                      | 준장  | 공국진(孔國鎭) | 1954년 5월 31일  | 1955년 9월 7일   | 헌병사령관                     |
| 헌병감 (1949 ~2006)       |       |                |                  |                  |                                |
| 14대                      | 준장  | 김병삼(金炳三) | 1955년 9월 7일   | 1956년 2월 24일  | 헌병감                         |
| 15대                      | 소장  | 이명재(李明載) | 1956년 2월 24일  | 1956년 7월 9일   | 헌병감                         |
| 16대                      | 대령  | 신재식(辛在植) | 1956년 7월 9일   | 1957년 7월 15일  | 헌병감                         |
| 17대                      | 준장  | 김득모(金得模) | 1957년 7월 15일  | 1959년 2월 28일  | 헌병감                         |
| 18대                      | 준장  | 이규광(李圭光) | 1959년 2월 28일  | 1960년 5월 31일  | 헌병감                         |
| 19대                      | 준장  | 심흥선(沈興善) | 1960년 5월 31일  | 1961년 1월 11일  | 헌병감                         |
| 20대                      | 준장  | 조흥만(曺興萬) | 1961년 1월 11일  | 1961년 5월 22일  | 헌병감                         |
| 21대                      | 대령  | 문재준(文載駿) | 1961년 5월 22일  | 1961년 7월 6일   | 헌병감                         |
| 22대                      | 소장  | 박태원(朴泰元) | 1961년 7월 6일   | 1963년 12월 7일  | 헌병감                         |
| 23대                      | 준장  | 이광선(李光善) | 1963년 12월 7일  | 1965년 12월 6일  | 헌병감                         |
| 24대                      | 준장  | 김시진(金詩珍) | 1965년 12월 6일  | 1967년 10월 15일 | 헌병감                         |
| 25대                      | 소장  | 이인호(李仁鎬) | 1967년 10월 15일 | 1969년 10월 7일  | 헌병감                         |
| 26대                      | 소장  | 김익순(金益淳) | 1969년 10월 7일  | 1971년 10월 7일  | 헌병감                         |
| 27대                      | 준장  | 박승만(朴勝萬) | 1971년 10월 7일  | 1973년 10월 6일  | 헌병감                         |
| 28대                      | 소장  | 김용근(金容根) | 1973년 10월 6일  | 1975년 10월 5일  | 헌병감                         |
| 29대                      | 소장  | 윤장근(尹壯根) | 1975년 10월 5일  | 1977년 10월 6일  | 헌병감                         |
| 30대                      | 소장  | 김만기(金滿基) | 1977년 10월 6일  | 1979년 10월 6일  | 헌병감                         |
| 31대                      | 준장  | 김진기(金晋基) | 1979년 10월 6일  | 1979년 12월 20일 | 헌병감                         |
| 32대                      | 준장  | 조홍(趙洪)     | 1979년 12월 20일 | 1981년 12월 20일 | 헌병감                         |
| 33대                      | 준장  | 조명기(趙明記) | 1981년 12월 20일 | 1983년 12월 20일 | 헌병감                         |
| 34대                      | 준장  | 성환옥(成煥玉) | 1983년 12월 20일 | 1985년 12월 20일 | 헌병감                         |
| 35대                      | 준장  | 최동수(崔東秀) | 1985년 12월 20일 | 1987년 12월 19일 | 헌병감                         |
| 36대                      | 소장  | 최석립(崔石立) | 1987년 12월 19일 | 1989년 12월 19일 | 헌병감                         |
| 37대                      | 소장  | 신윤희(申允熙) | 1989년 12월 19일 | 1991년 12월 19일 | 헌병감                         |
| 38대                      | 소장  | 손태진(孫台鎭) | 1991년 12월 19일 | 1993년 12월 19일 | 헌병감                         |
| 39대                      | 소장  | 김영덕(金榮德) | 1993년 12월 19일 | 1995년 12월 16일 | 헌병감                         |
| 40대                      | 소장  | 조래원(趙來元) | 1995년 12월 16일 | 1997년 1월 22일  | 헌병감                         |
| 41대                      | 소장  | 김보영(金寶榮) | 1997년 1월 22일  | 1998년 1월 22일  | 헌병감                         |
| 42대                      | 소장  | 김시천(金時千) | 1998년 1월 22일  | 2000년 1월 22일  | 헌병감                         |
| 43대                      | 소장  | 이 정          | 2000년 1월 22일  | 2002년 1월 22일  | 헌병감                         |
| 44대                      | 준장  | 이길재         | 2002년 1월 22일  | 2003년 10월 21일 | 헌병감                         |
| 직무대리                  | 대령  | 김홍배         | 2003년 11월 24일 | 2004년 11월 5일  | 헌병감                         |
| 육군수사단장 (2006 ~2013) |       |                |                  |                  |                                |
| 45대                      | 소장  | 홍종설         | 2004년 11월 5일  | 2006년 12월 20일 | 헌병감, 제1대 육군수사단장     |
| 46대                      | 소장  | 윤종성         | 2006년 12월 20일 | 2008년 12월 16일 | 헌병병과장, 제2대 육군수사단장 |
| 47대                      | 소장  | 승장래         | 2008년 12월 16일 | 2010년 12월 10일 | 헌병병과장, 제3대 육군수사단장 |
| 48대                      | 준장  | 이해영         | 2010년 12월 10일 | 2011년 2월 16일  | 헌병병과장, 제4대 육군수사단장 |
| 직무대리                  | 대령  | 박성열         | 2011년 2월 18일  | 2011년 12월 5일  | 헌병병과장                     |
|                           | 소장  | 김종출         | 2011년 5월 6일   | 2011년 12월 6일  | 제5대 육군수사단장             |
| 49대                      | 소장  | 백낙종         | 2011년 12월 6일  | 2012년 12월 14일 | 헌병병과장, 제6대 육군수사단장 |
| 헌병실장 (2013 ~2020)     |       |                |                  |                  |                                |
| 50대                      | 준장  | 선종출         | 2012년 12월 14일 | 2014년 10월 27일 | 헌병병과장, 초대 헌병실장      |
|                           | 준장  | 김주훈         | 2014년 10월 27일 | 2015년 11월 30일 | 제2대 헌병실장                 |
| 51대                      | 준장  | 최병호         | 2015년 11월 30일 | 2017년 12월 31일 | 헌병병과장, 제3대 헌병실장     |
| 52대                      | 준장  | 이태명         | 2018년 1월 13일  | 2019년 5월 17일  | 헌병병과장, 제4대 헌병실장     |

## 대중매체
- D.P., 넷플릭스 오리지널 드라마. 군탈체포조의 이야기

## 참고
1. ↑  “국방부직제 (시행 1948.12.7.)(대통령령 제37호, 1948.12.7., 제정)”. 국가법령정보센터. 2016년 3월 15일에 원본 문서에서 보존된 문서. 2016년 3월 3일에 확인함.
2. ↑  “공군준장 김창동 (金漲東)”. 국립대전현충원. 2016년 2월 11일에 원본 문서에서 보존된 문서. 2016년 3월 4일에 확인함.
3. ↑  정동훈 (2021년 6월 22일). “일선 부대 군사경찰 폐지…참모총장 직속 수사단 신설”. MBC 뉴스. 2023년 5월 2일에 확인함.
4. ↑  이강진 (2021년 9월 13일). “드라마 때문에 ‘DP 병사 보직’이 없어진다?”. 《뉴스톱》. 2021년 10월 24일에 확인함.

- “헌병 연혁 [History of the MP]”. ROKA Military Police. 2016년 2월 1일에 원본 문서에서 보존된 문서. 2016년 2월 13일에 확인함.